# Vùng đất dưới ánh Mặt Trời
"Vùng đất dưới ánh Mặt Trời" (chữ Đức: Platz an der Sonne) cách nói này xuất phát từ trong tuyên bố do Tể tướng Đế quốc Đức Bernhard von Bülow phát biểu trước phiên tranh luận Nghị viện Đế quốc Đức vào ngày 6 tháng 12 năm 1897. Lúc đó, ông đảm nhiệm chức vụ Tổng thư kí Bộ Ngoại giao Đế quốc Đức, về sau kế nhiệm Thủ tướng Đế quốc Đức từ năm 1900 đến năm 1909. Trong tuyên bố, căn cứ vào chính sách thực dân của Đức lúc đó, ông nêu ra:
"...Nói một câu: Chúng tôi không muốn động đến chén canh ở trong tay bất kì người nào, nhưng chúng tôi cũng cần một vùng đất dưới ánh Mặt Trời thuộc về bản thân".
Về sau, cách nói này đã trở thành danh ngôn được sử dụng rộng khắp. Nó được coi là ẩn dụ sinh động về tham vọng cường quốc thế giới của Đức trước thế chiến I. Lúc đó, chính sách liên minh của Otto von Bismarck vừa mới bị vứt bỏ, và ý tưởng về Hoàng đế Đức tích cực tiến hành thi đua đóng tàu với Anh Quốc lại được chú trọng khắp nơi.

Trong hội nghị quốc hội vào ngày 20 tháng 11 năm 1900, Eugen Richter cười cợt chế nhạo khi phê phán "Diễn văn Hung Nô" (Hunnenrede) của Wilhelm II:
"Các hạ thủ tướng chỉ ra một cách sắc bén thích đáng ở trong bài ngôn luận ngày hôm qua: chỉ cần có điều kiện, Đức cũng có thể tiếp tục đoạt lấy càng thêm nhiều thuộc địa. Tôi không đồng ý điểm này; tôi cho rằng, chúng ta đã đủ phỏng tay ở vùng đất dưới ánh Mặt Trời tại Giao Châu, chúng ta không thể lại một lần nữa có ý tưởng bành trướng lãnh thổ hoặc phạm vi thế lực của chúng ta lên một khu vực tuỳ ý".
Ngày 14 tháng 12 năm 1899, trong phiên tranh luận Quốc hội Đức liên quan đến nâng cấp hạm đội, ông cũng có đề cập:
"Giao Châu, vùng đất dưới ánh Mặt Trời nổi tiếng đó, đối với chúng ta mà nói giá thành quả thực quá cao, hàng triệu mác Đức giống như cây kem dưới ánh Mặt Trời mà tan chảy ở nơi đó".
Trong tuyên truyền chống chủ nghĩa thực dân của đảng Dân chủ Xã hội Đức, "vùng đất dưới ánh Mặt Trời" cách nói này hay được dùng để châm biếm giá thành to lớn cần cho việc duy trì gắn bó thuộc địa của nó, nhất là chỉ chi phí mà Đức duy trì gắn bó đất cho thuê vịnh Giao Châu.